# Babadağ (Berg, Denizli)
Der Babadağ (Karcı Dağı) ist ein 2308 m hoher Berg in der Provinz Denizli im Südwesten der Türkei, 23 km südwestlich der Provinzhauptstadt Denizli gelegen. Der höchste Punkt trägt den Namen Gökbel-Gipfel. Sein Gipfel ist über viele Monate des Jahres hinweg mit Schnee bedeckt. Die Prominenz des Berges beträgt 1178 m, die Dominanz 36,37 km, begrenzt durch den östlich gelegenen, 2528 m hohen Berg Esler Dağı. Die nördlich des Gipfels am Berghang gelegene Stadt Babadağ wurde nach dem Berg benannt.
Am nordöstlichen Fuße des Babadağ liegt die Provinzhauptstadt Denizli. Weitere Orte, die am Fuße des Babadağ liegen, sind Yeniköy, Seki und Yahşiler.

## Bilder

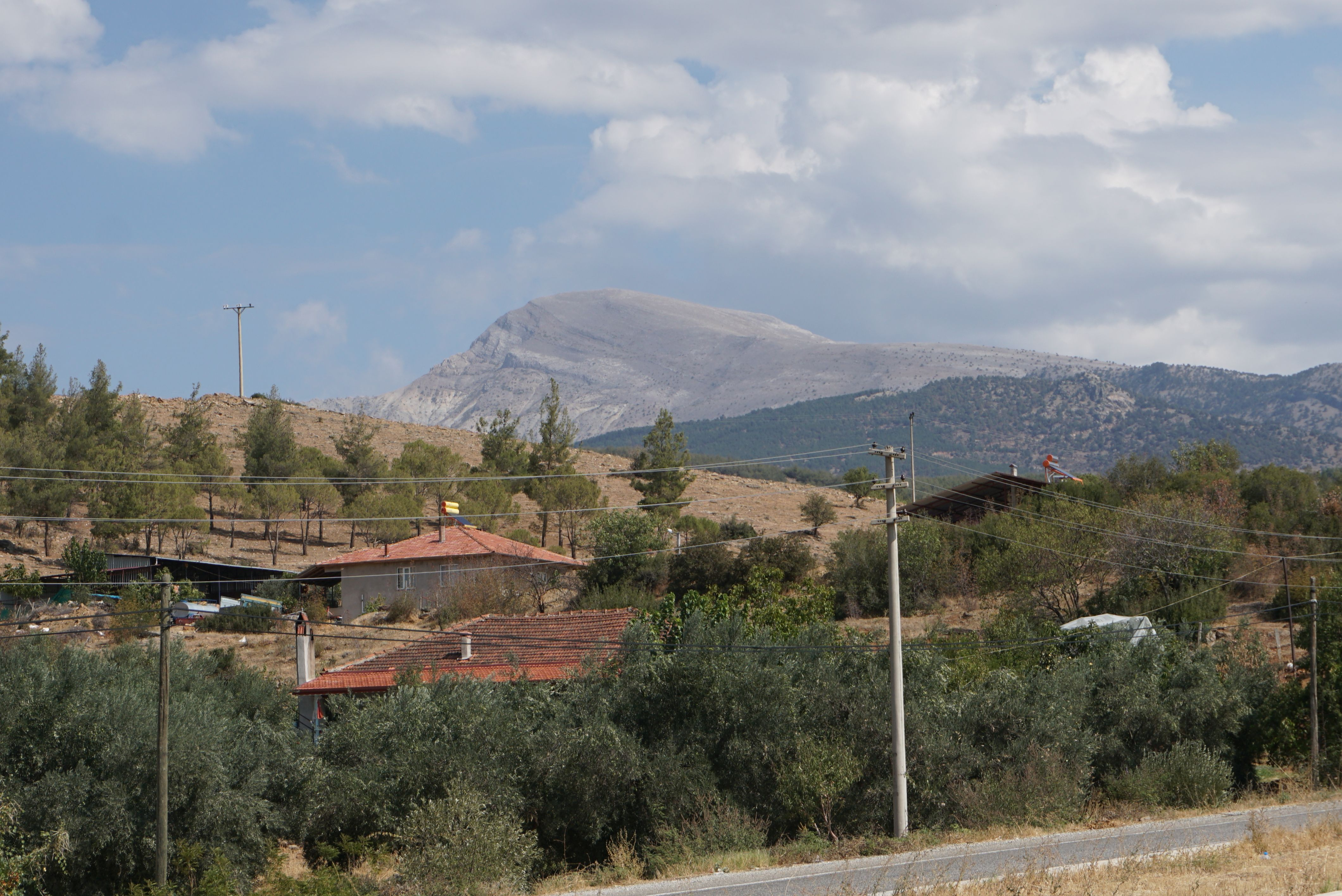
Ansicht von Westen
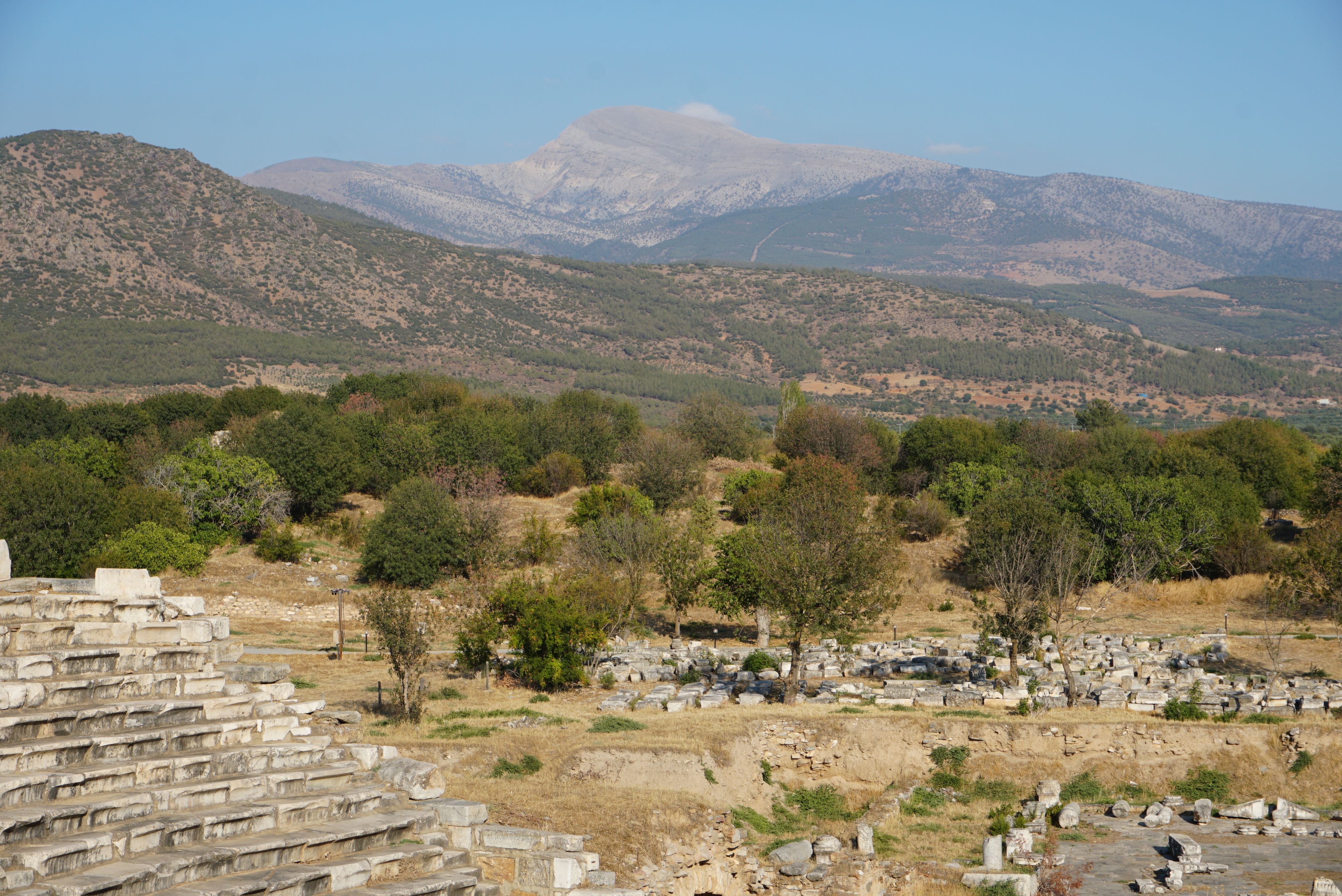
Ansicht von Westen, vom Hügel oberhalb des Theaters von Aphrodisias aus
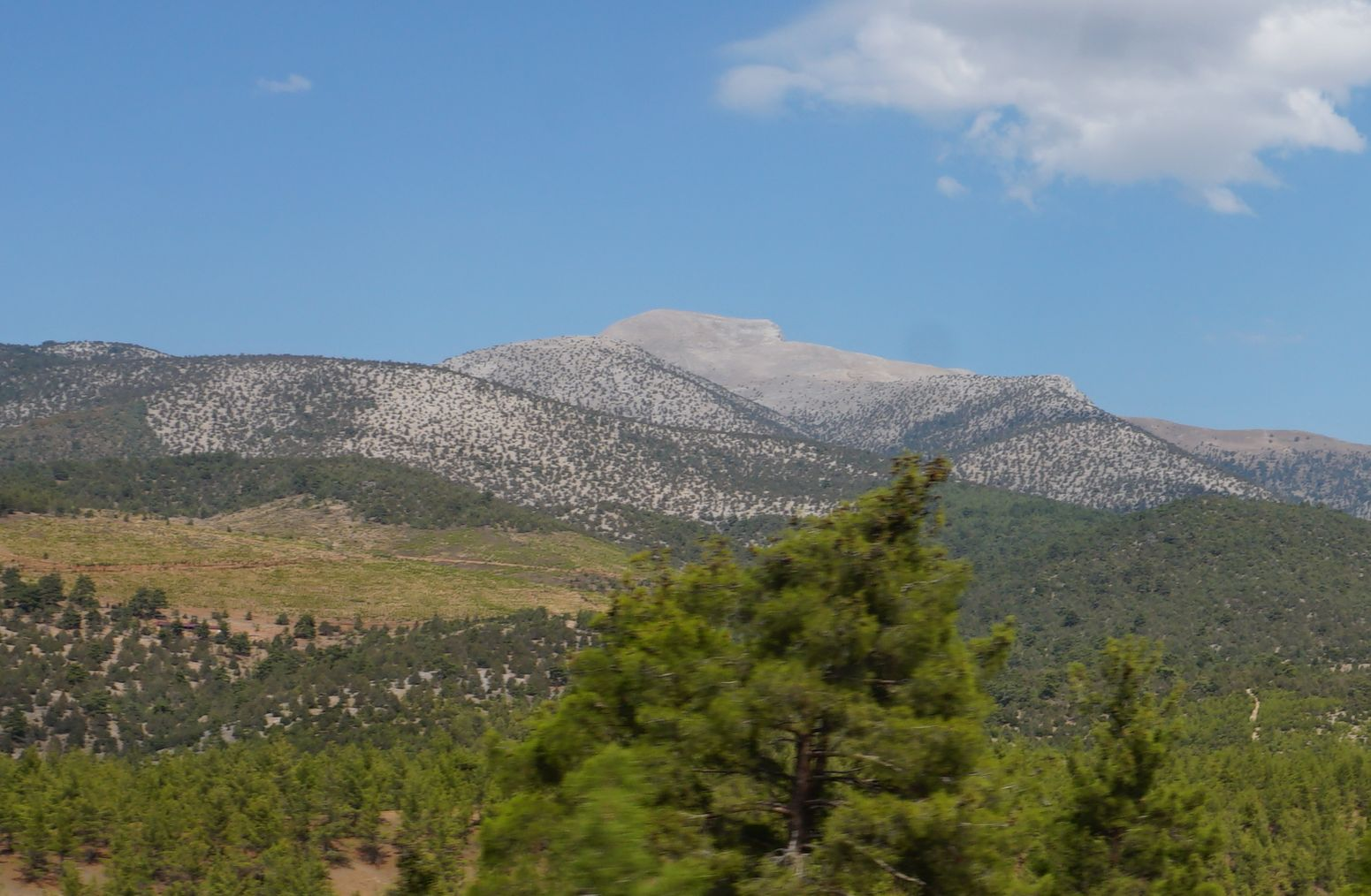
Ansicht von Süden
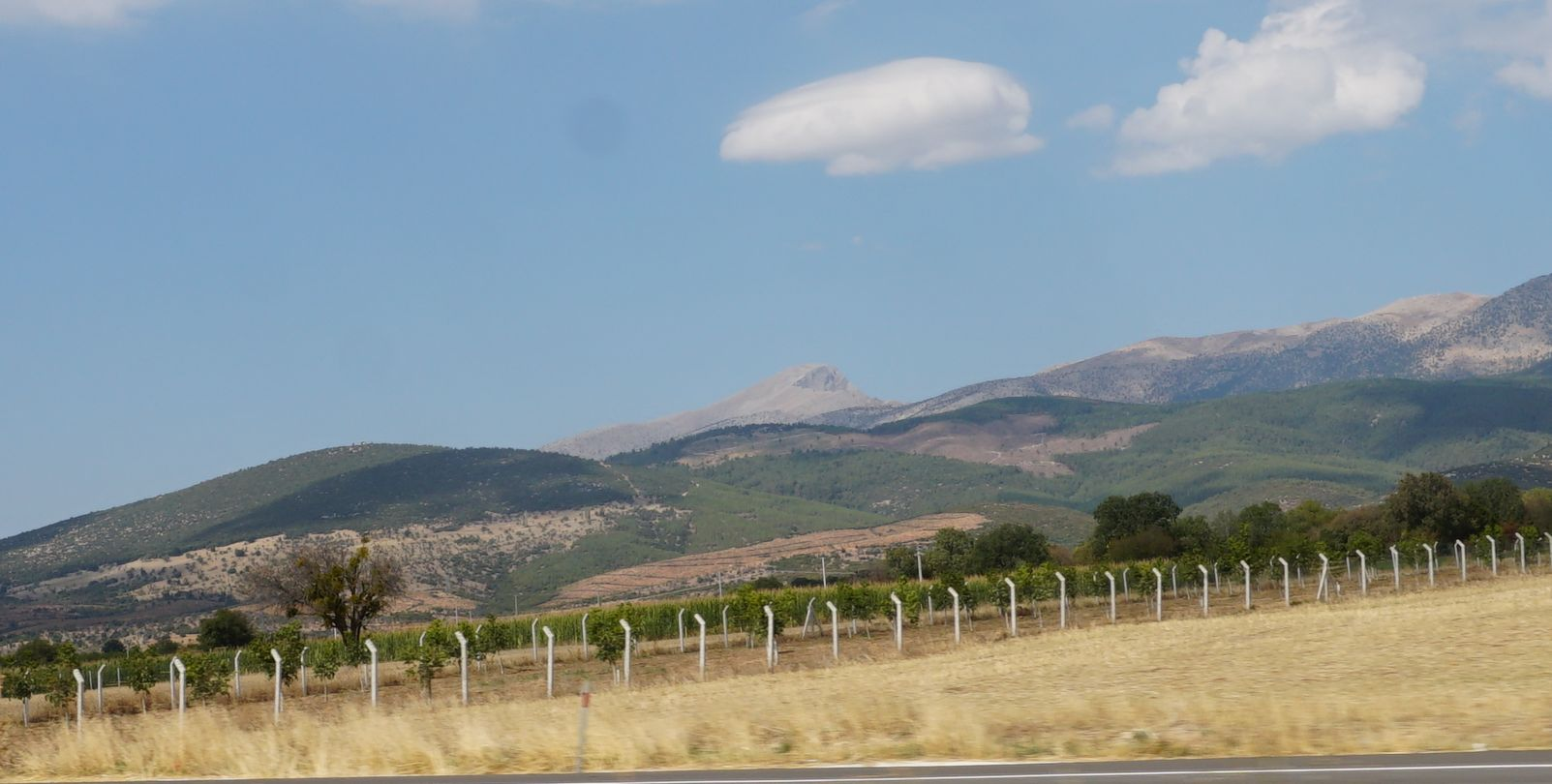
Ansicht von Südwesten
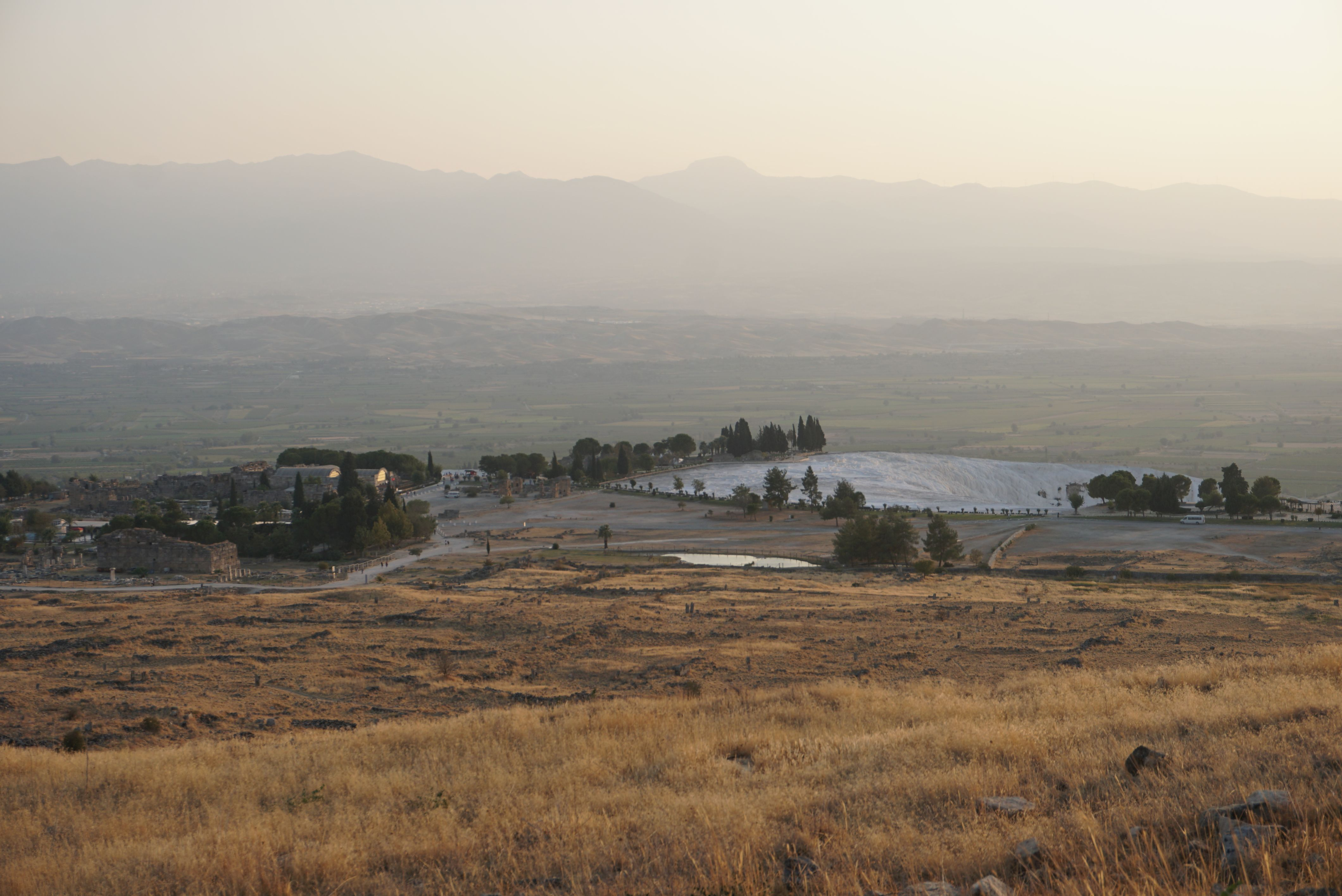
Ansicht von Norden, von den Hügeln oberhalb von Pamukkale aus